# Фасадизм

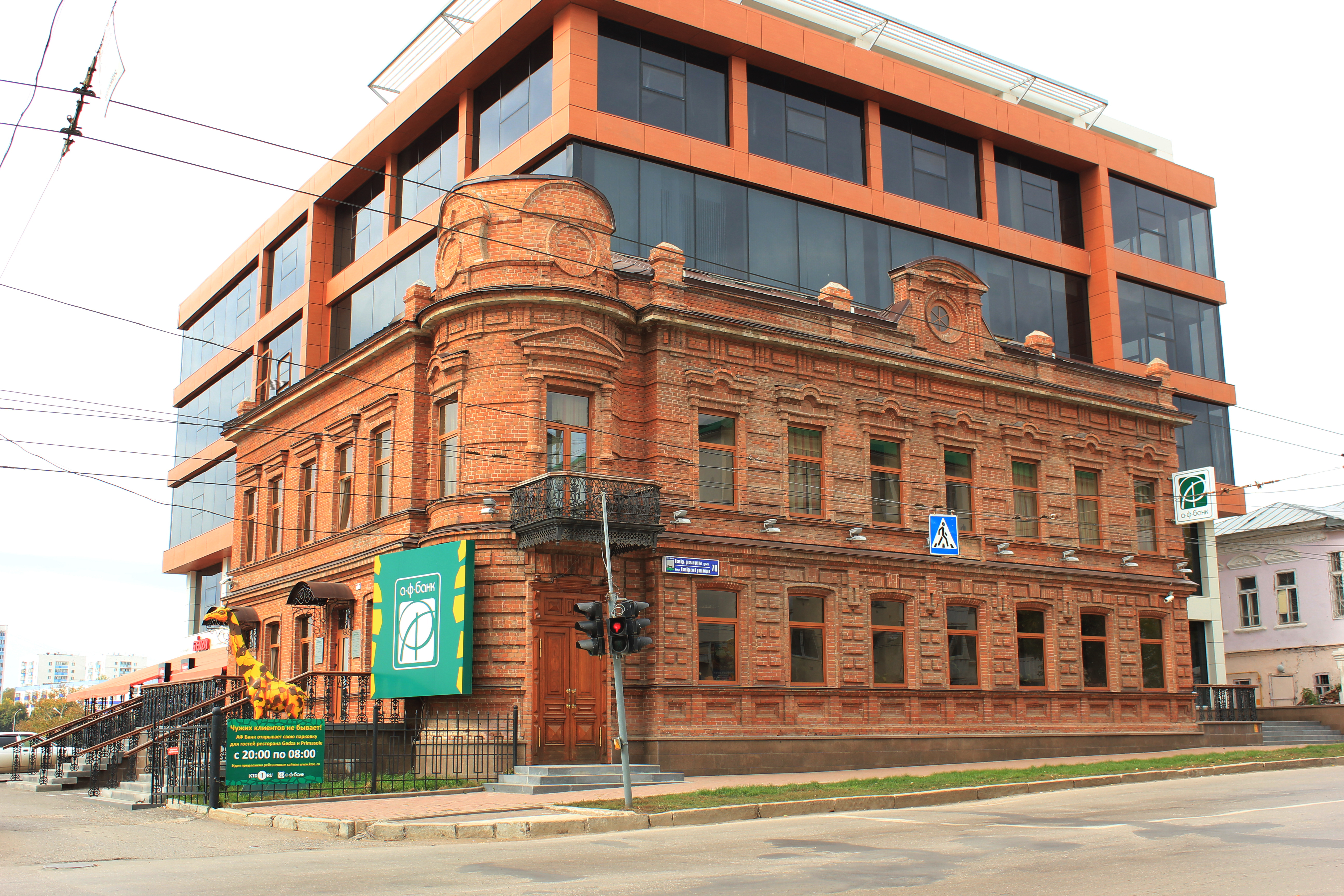
Заводоуправление Иосифа Гутмана в Уфе. Здание XIX века ныне служит фасадом к современному бизнес-центру

Фасадизм — архитектурно-строительный метод, подразумевающий создание фасада отдельно от остальной части здания. Чаще всего практикуется сохранение фасадов исторических зданий как встроенной или примыкающей части современных построек.
Данный метод подвергается критике со стороны защитников исторической застройки старых городов, сторонников рационального, систематического подхода к развитию городских агломераций. Фасадизм справедливо рассматривать как явление стихийно сложившегося в условиях отсутствия достаточных средств для осуществления полномасштабных реставрационных работ архитектурного компромисса между дешевым сносом (то есть выгодным застройщикам решением) и дорогим восстановлением (то есть выгодной муниципалитету или общественности решением) какого-либо отдельного здания или целостного ансамбля. Поэтому явление фасадизма широко распространено в тех городах и даже странах, где существует противоречие между бурным развитием строительной отрасли и отсталой транспортной инфраструктурой, выражающееся в том, что новое строительство ведется только на ранее освоенных землях в границах поселений, где все необходимые коммуникации (дороги, канализация, связь) и ресурсы (вода, газ, электричество) уже в наличии. Отсюда следует, что фасадизм — явление одного порядка с точечной (уплотнительной) застройкой, «брюсселизацией» и т. п.
Чёткое указание на недопустимость данной практики строительства было дано в 1964 году Венецианской хартией, обозначившей, что дополнения к памятникам возможно только в том случае, если остаются нетронутыми примечательные части здания и не нарушается равновесие композиции. В результате же практики фасадизма объект культуры перестаёт соответствовать своей эпохе и в значительной степени теряет архитектурно-историческую ценность.

## Описание

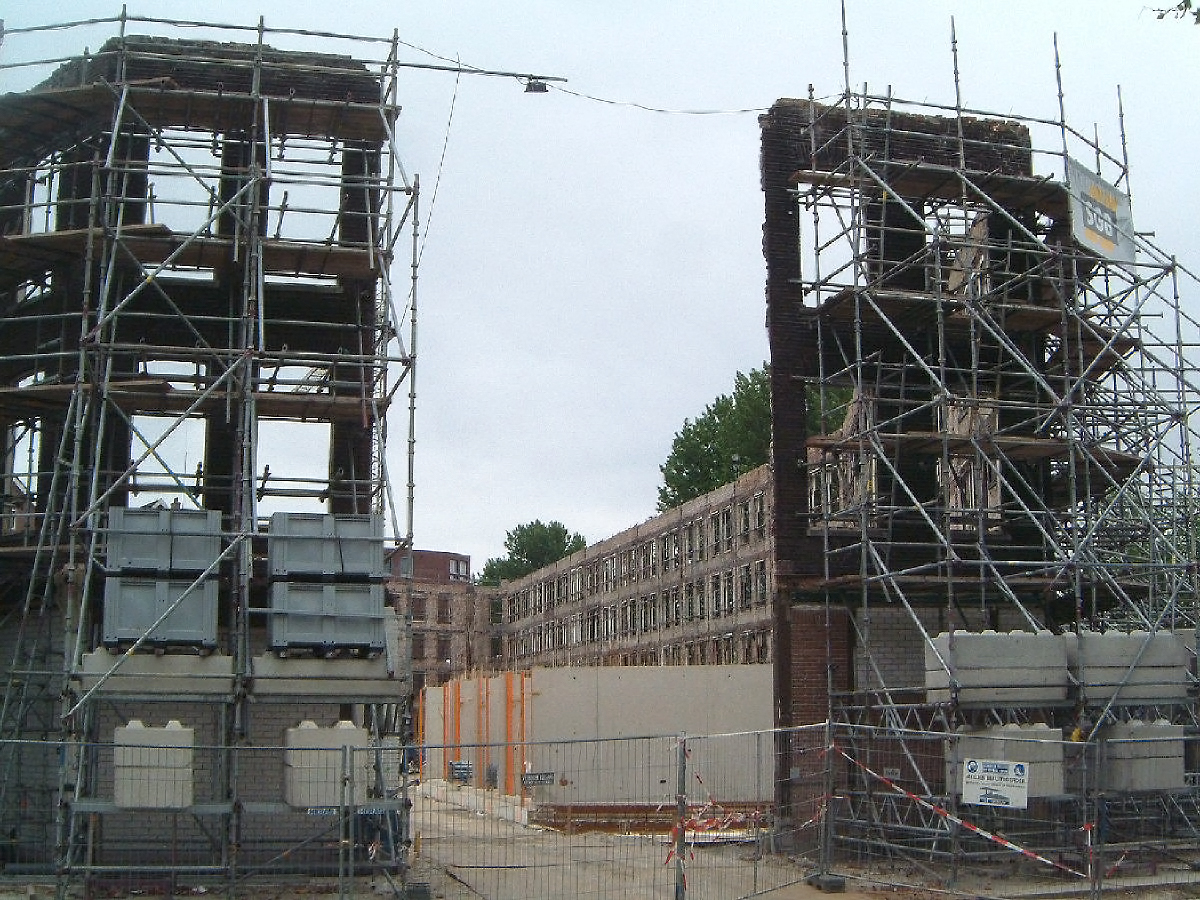
Работы над стенами здания XIX века в Роттердаме

Фасадизм является популярной практикой в постмодернистской архитектуре, использующей дешевые технические решения массового жилищного строительства, достигшего своего пика во второй половине XX века, при создании построек любого назначения. Подвергнутое фасадизму оригинальное здание при этом зрительно оттеняет новодельную часть, создавая иллюзию дороговизны, архитектурной ценности гибрида, высокой квалификации архитекторов новодела, мнимого синтеза старого и нового, резкого столкновения стилей.
Причина для сохранения фасадов чисто экономическая: сокращение затрат нового строительства в существующей городской агломерации с одной стороны и повышение рыночной цены объектов такого строительства — с другой. Например, существующее историческое здание утратило свои полезные свойства из-за естественного износа конструкций или повреждений, вызванных аварией, пожаром или стихийным бедствием. Реновация или реставрация такого здания связаны не только с высокими затратами на производство вышедших из употребления в современном строительстве предметов и материалов (бронзовая фурнитура, керамический полнотелый кирпич, известняковый раствор, природный камень, редкие сорта древесины, поливные мозаики, штукатурки, эмали и т. д.), наймом высококвалифицированной и потому дорогостоящей рабочей силы, умеющей грамотно обращаться с такими материалами, консультациями профессиональных специалистов-реставраторов, но и предполагают сохранение либо изначального назначения здания, либо близкого к таковому при его дальнейшей эксплуатации. Очевидная выгода практики фасадизма заключается в том, что произвольное сохранение либо несущих стен (коробки), либо уличной облицовки, либо только части оригинального здания снимает проблему высоких затрат реновационных или реставрационных работ для собственников обремененной дополнительными обязательствами владения недвижимости, не желающих эксплуатировать её такими образом или способом, какие заданы её исторически-определенной структурой, но использующих для обхода таких обременений «узкие места» в соответствующих законах и правилах городского строительства, защиты и сохранения архитектурных памятников и т. д. Из всех составляющих конструкции зданий или ансамблей метод фасадизма оставляет без изменений или сохраняет только те, которые непосредственно-зрительно воспринимаются прохожими на красных линиях городских площадей и улиц — то есть, по сути дела, превращает историческую застройку старинных городов в декорацию застройки современной, даёт иллюзию их старины.
Для людей, выступающих за сохранение исторических обликов центральных районов городов, слово фасадизм имеет резко отрицательную, ругательную окраску. Порой воспринимается ими как игра слов и интерпретируется как садизм по отношению к городской застройке. Также встречается употребление слова фасадомия.

## Меры контроля
Несмотря на то, что данное направление является спорным и осуждается многими реставраторами как вандализм, фасадизм широко используется в случаях, когда в деле сохранения исторических построек отсутствует последовательная, целесообразная политика на всех уровнях управления, земельные отношения в городах либо всецело зависят от конъюнктуры спроса на недвижимость, либо строительная отрасль коррумпирована или монополизирована. Объекты фасадизма часто появляются в городах, где развитие экономики обусловливает резкий приток нового населения и даёт мощный импульс для новой застройки, расширения и перепланировки городов и городских агломераций. Использование столь противоречивого метода поощряется правительствами таких городов как Торонто, Сидней, Париж, Мельбурн и других. Данное направление с 90-х годов XX века имеет также широкое распространение в российских городах, не входящих в Золотое кольцо России: Москве, Санкт-Петербурге, Астрахани, Белгороде, Владивостоке, Екатеринбурге, Нижнем Новгороде, Нижнем Тагиле, Краснодаре, Курске, Ростове-на-Дону, Томске, Уфе и других. Особенности российского фасадизма: низкое качество строительных работ и строительных материалов новоделов; приобретение участков со зданиями под реконструкцию с целью уплотнения застройки на таких участках (застраиваются дворы, сады, проулки, прилегающие улицы становятся круглосуточными автомобильными парковками).

### Международные нормы
Внедрение фасадизма конфликтует с хартиями ИКОМОС. В статье 7 Венецианской хартии прописано следующее:
Памятник неразрывно связан с историей, свидетелем которой он является, и с обстановкой, в которой он находится. Перемещение всего памятника или его части недопустимо за исключением случаев, когда этого требует охрана памятника, либо это оправдано национальными и международными интересами первостепенной важности.

## Галерея

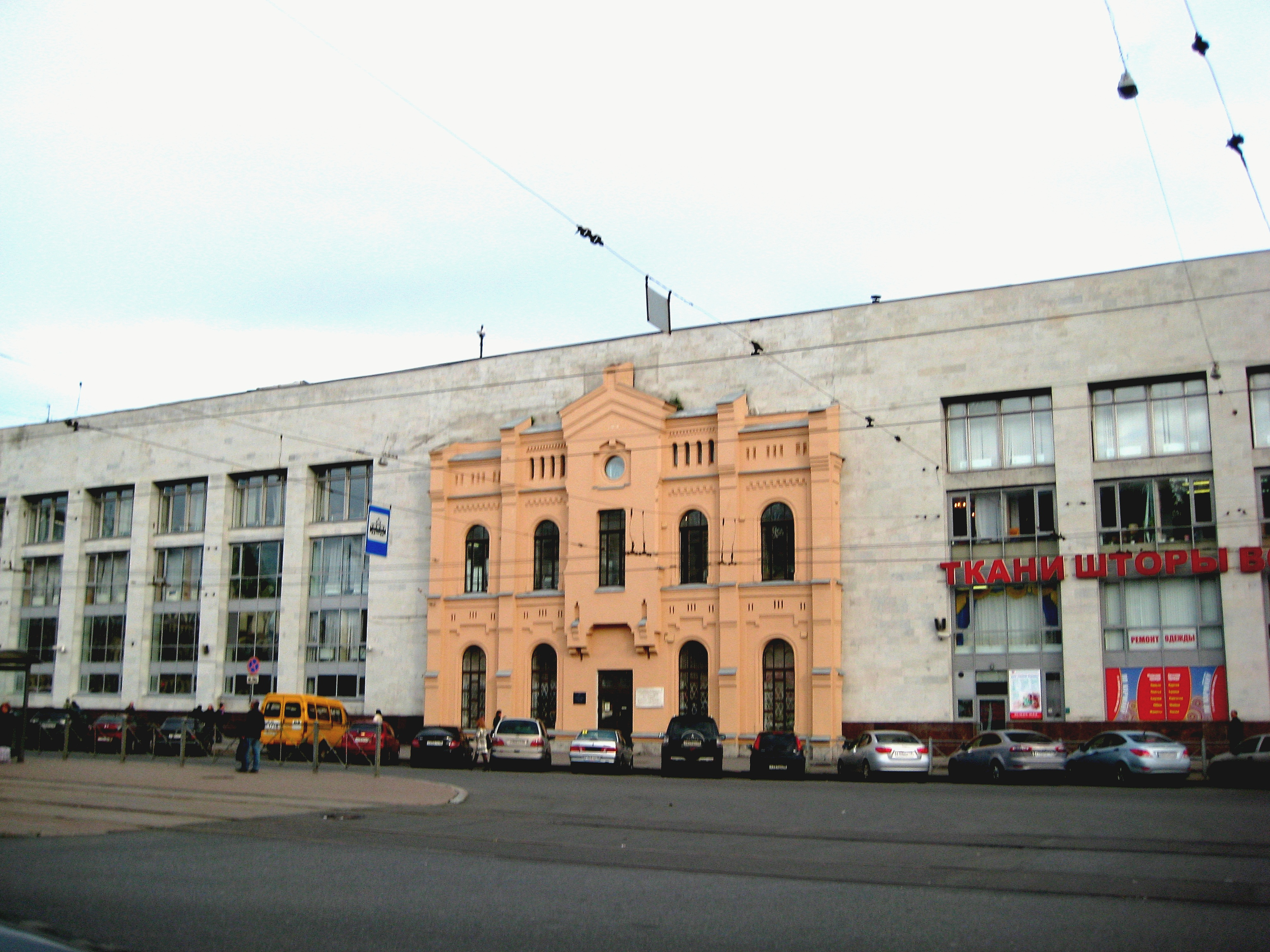
Фрагмент фасада старого здания Финляндского вокзала в Санкт-Петербурге, встроенный в новый корпус.
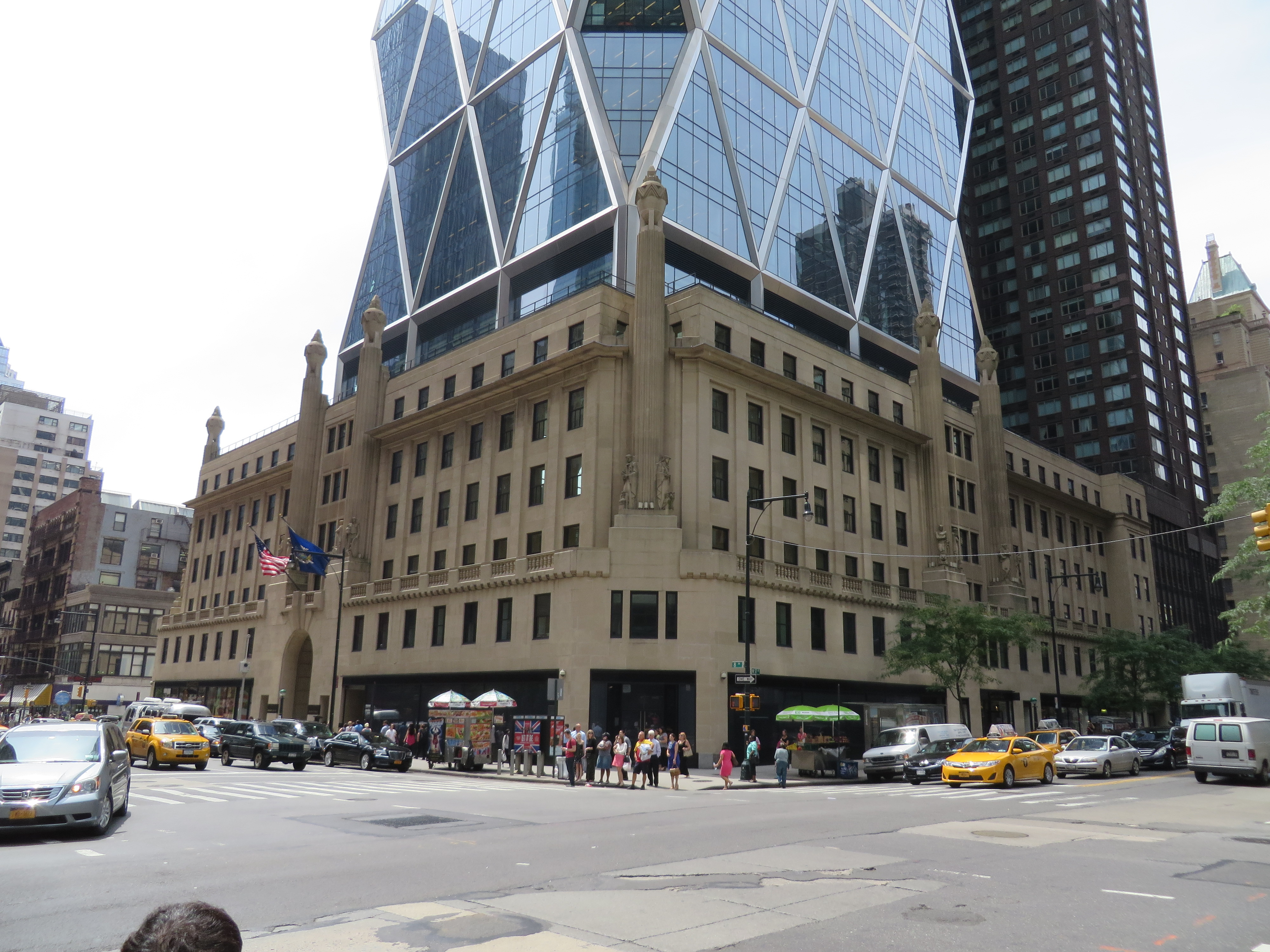
46-этажный небоскрёб Хёрст-тауэр в Нью-Йорке поднимается из фасада 6-этажной постройки
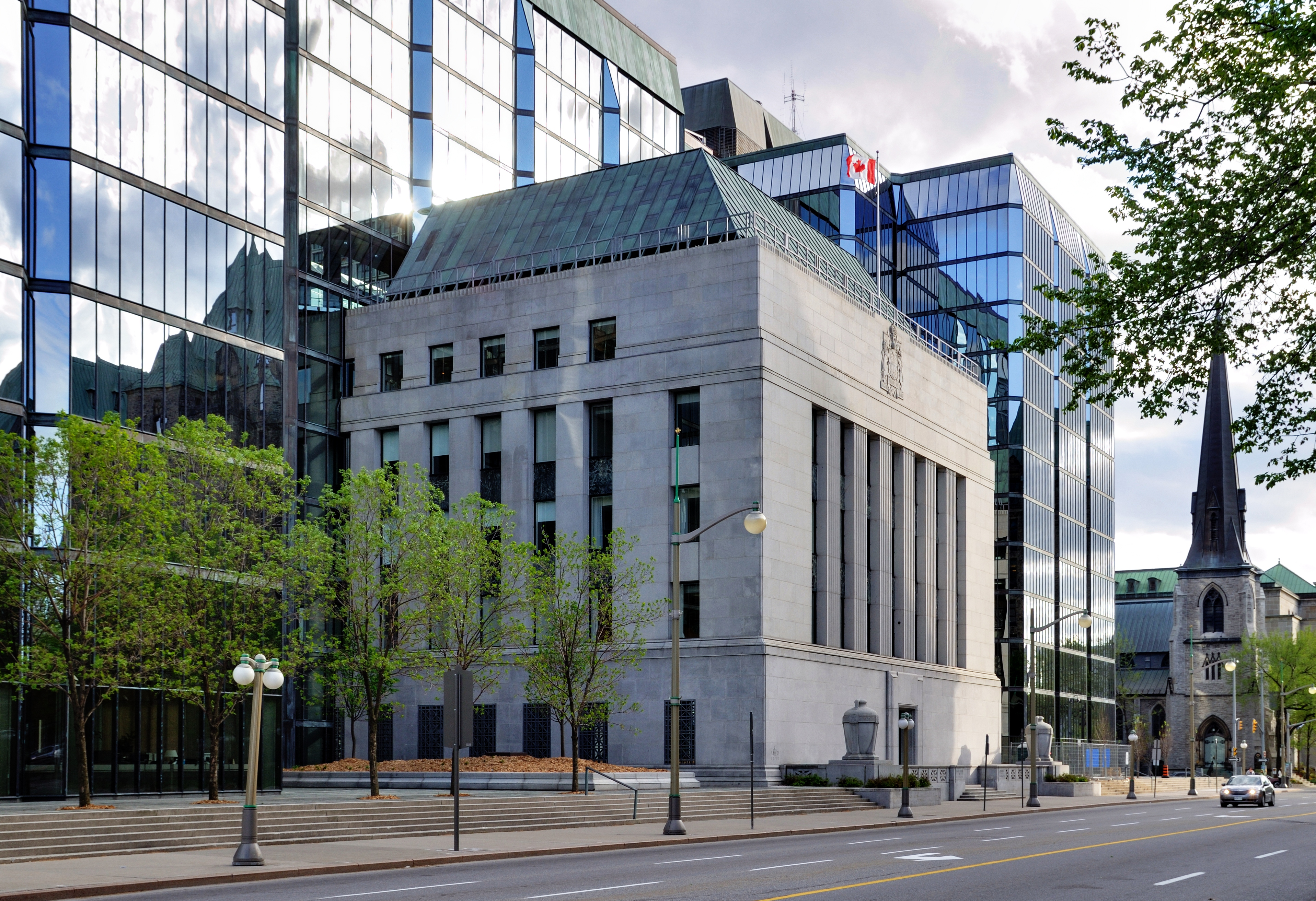
Банк Канады в Оттаве. Оригинальное здание построено в 1936 году
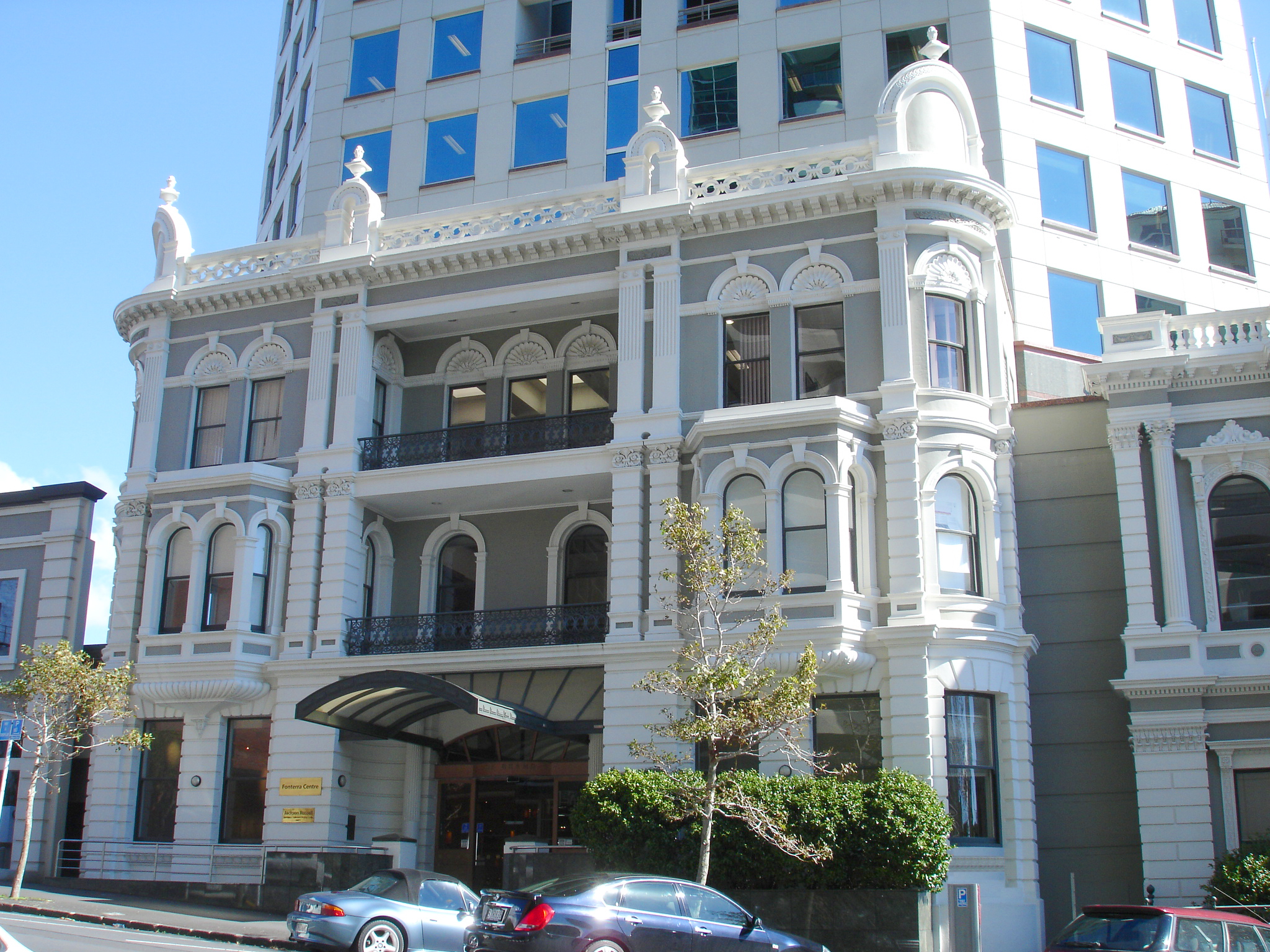
Гостиница в Окленде, Новая Зеландия
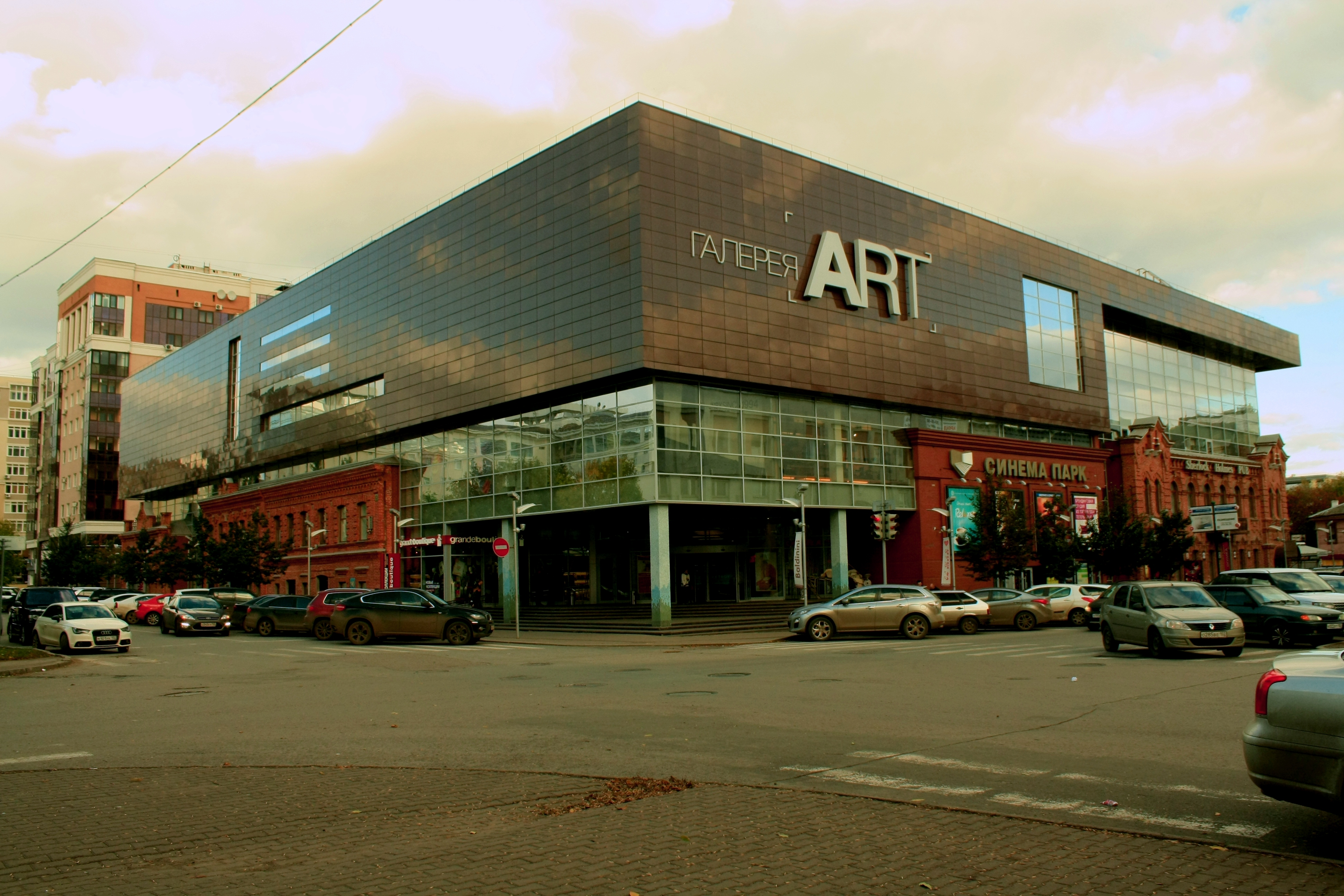
Дом Бондаренко в Уфе стал частью ТРК «Галерея ART». Строительство дома началось в 1897 году.
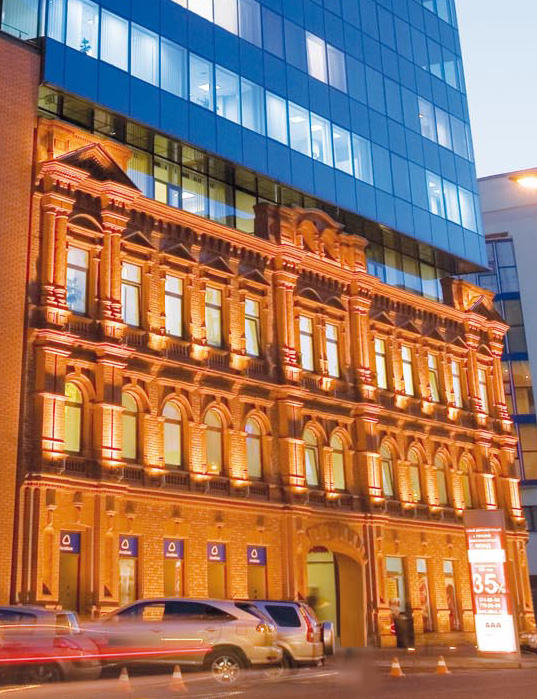
Офисное здание в Днепре.
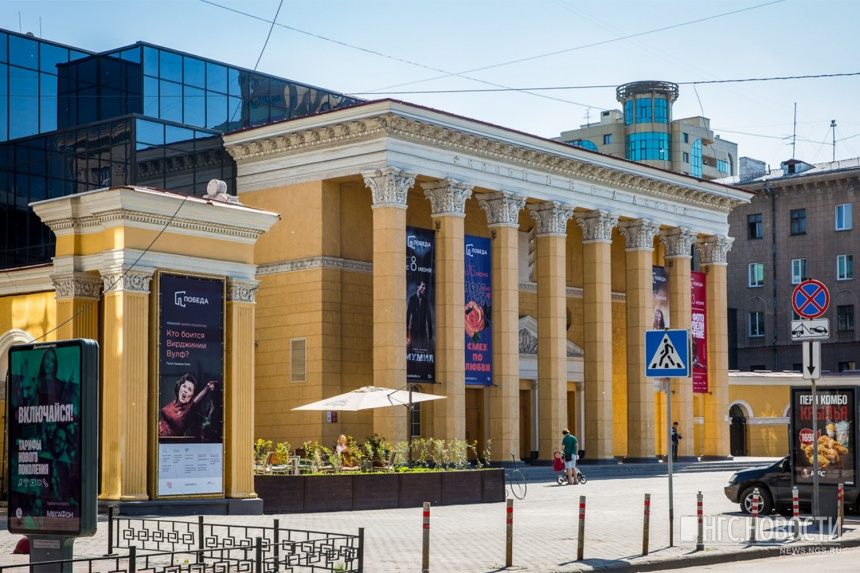
Кинотеатр "Победа" в Новосибирске.